# Formazione di Marte
La formazione di Marte segue pressoché la stessa storia degli altri tre pianeti interni o rocciosi del sistema solare: Mercurio, Venere e Terra.
Si ipotizza che la nebulosa solare dopo i primissimi istanti dalla nascita (avvenuta circa 4,6 miliardi di anni fa), durante la propria rotazione, abbia cominciato a condensarsi (perlopiù silicati nel sistema solare interno, silicati e ghiaccio nel sistema solare esterno).
Queste condensazioni crebbero fino a formare grandi oggetti. Dapprima piccoli grani di materia scontrandosi si aggregarono in corpi sempre più grandi, che portarono, successivamente, alla formazione di oggetti dalle dimensioni asteroidali. 
Occorsero però condizioni particolari affinché queste collisioni portassero ad un esito costruttivo di accumulazione. Le velocità con cui avvennero dipese sia dalle inclinazioni che dalla eccentricità delle orbite e dovettero essere alquanto basse per non avere un esito distruttivo ed evitare la formazione di un corpo singolo; ma se fossero state troppo basse l'accumulazione planetaria non sarebbe potuta avvenire per motivi di geometria; infatti piccole velocità avrebbe significato orbite simili e poco eccentriche e la possibilità di avere collisioni reciproche sarebbe stata molto bassa, limitata a piccoli gruppi di planetesimi, e avremmo avuto miriadi di piccoli oggetti orbitanti in un anello attorno al Sole. 
Quindi si richiedeva che le velocità tendessero verso il valore massimo compatibile con l'esito costruttivo, arrivassero cioè quasi alla velocità di fuga ma non la superassero. 
Il sistema è però molto complicato, perché bisogna tener conto che con l'accrescersi delle dimensioni di un corpo cresce proporzionalmente il valore della stessa velocità di fuga; passando da circa 1 m/s per oggetti con raggio di un chilometro, fino ad arrivare a 1 km/s per quelli con raggio di 1000 chilometri. 
A suffragare questa teoria fu dimostrato da Viktor Sergeevič Safronov e dai suoi collaboratori dell'Accademia delle scienze dell'URSS, negli anni sessanta, che le velocità relative calano a causa delle collisioni, che tendono a far formare orbite sempre più circolari, ed aumentano invece a causa delle collisioni mancate che modificano le varie orbite per la reciproca forza gravitazionale. Questi effetti diventano molto più importanti quanto più grandi sono i planetesimi e più probabili sono le collisioni ed intensi i campi gravitazionali. La velocità relativa media che assicura l'equilibrio degli effetti è appunto quella di fuga.  
Tutto questo avvenne in maniera rapida, qualche migliaio di anni, ed essi divennero i mattoni fondamentali su cui presero forma i futuri pianeti.
Una differenziazione di Marte, rispetto agli altri tre pianeti interni,  è che esso rivela una densità media minore (3,35 g/cm³, contro 5,4 g/cm³ di Mercurio e 5,5 g/cm³ di Terra e 5,3 di Venere). Questa diversità implica una distribuzione differenziata di ferro che si è incorporata a tali pianeti, con un valore crescente più si va in direzione del Sole.
Il concetto della nebulosa in rotazione implica una variazione dei valori della temperatura e della pressione in corrispondenza delle zone di formazione dei pianeti; più alti al centro dove prende configurazione la struttura del nuovo Sole. Alcune stime ad esempio portano a pensare che ci fosse una differenza di temperatura di circa mille gradi fra l'orbita del proto-Marte e l'orbita del proto-Mercurio. Quando la materia successivamente ritornò in equilibrio ed accrebbe i corpi maggiori, li accrebbe in quantità maggiori di ferro proporzionalmente alle più alte temperature ed in modo minore alle temperature più basse.
Nelle fasi successive il Sole primitivo, un tempo assai più massiccio, attraverso una vigorosa attività soffiò per mezzo del vento solare verso l'esterno, spazzando via la materia gassosa non ancora condensata, questo evento noto come fase di T Tauri del Sole fece emergere il sistema planetario come all'incirca è ora, e ciascun pianeta seguì individualmente la propria evoluzione.
Questo è successo a Marte, la vita primordiale del pianeta è scritta chiaramente sulla sua superficie, che certamente non è stata risparmiata dalla continua pioggia di corpi in caduta.
Il calore dovuto alle forze gravitazionali ed al decadimento radioattivo (che agisce su scale di tempo molto lunghe) ha creato una differenziazione di densità; per primo la formazione del nucleo del pianeta che con la caduta degli elementi più pesanti, ferro, a temperature di fusione, è sprofondato verso il centro e combinandosi rapidamente con ossigeno e zolfo potrebbe aver dato luogo alla formazione non di un nucleo di ferro fuso ma di solfuro di ferro.
La presenza di una atmosfera iniziale, creata dai vulcani attivi, che immettevano grandi quantità di gas, ha mantenuto una temperatura che ha permesso la trasformazione del ghiaccio in acqua fusa, la quale ha modellato le formazioni che vediamo ora.